# Vibrissea
Vibrissea Fr. (włosóweczka) – rodzaj grzybów z rodziny włosóweczkowatych (Vibrisseaceae).

## Systematyka i nazewnictwo
Pozycja w klasyfikacji według Index Fungorum: Vibrisseaceae, Helotiales, Leotiomycetidae, Leotiomycetes, Pezizomycotina, Ascomycota, Fungi.
Synonimy: Apostemidium (P. Karst.) P. Karst., Apostemium P. Karst., Leptosporium Bonord., Ophiogloea Clem., Peziza sect. Apostemidium P. Karst.

## Gatunki
- Vibrissea filisporia (Bonord.) Korf & A. Sánchez 1967[3]
- Vibrissea guernisacii P. Crouan & H. Crouan 1857[3]
- Vibrissea truncorum (Alb. & Schwein.) Fr. 1822 – włosóweczka nadrzewna[3]
- Vibrissea vibrisseoides (Peck) Kjøller 1960[4]

Nazwy naukowe na podstawie Index Fungorum.